# Les Courtes
Les Courtes (3.856 m s.l.m.) sono una montagna della Catena dell'Aiguille Verte nel  Massiccio del Monte Bianco collocata in Francia (Alta Savoia).

## Caratteristiche

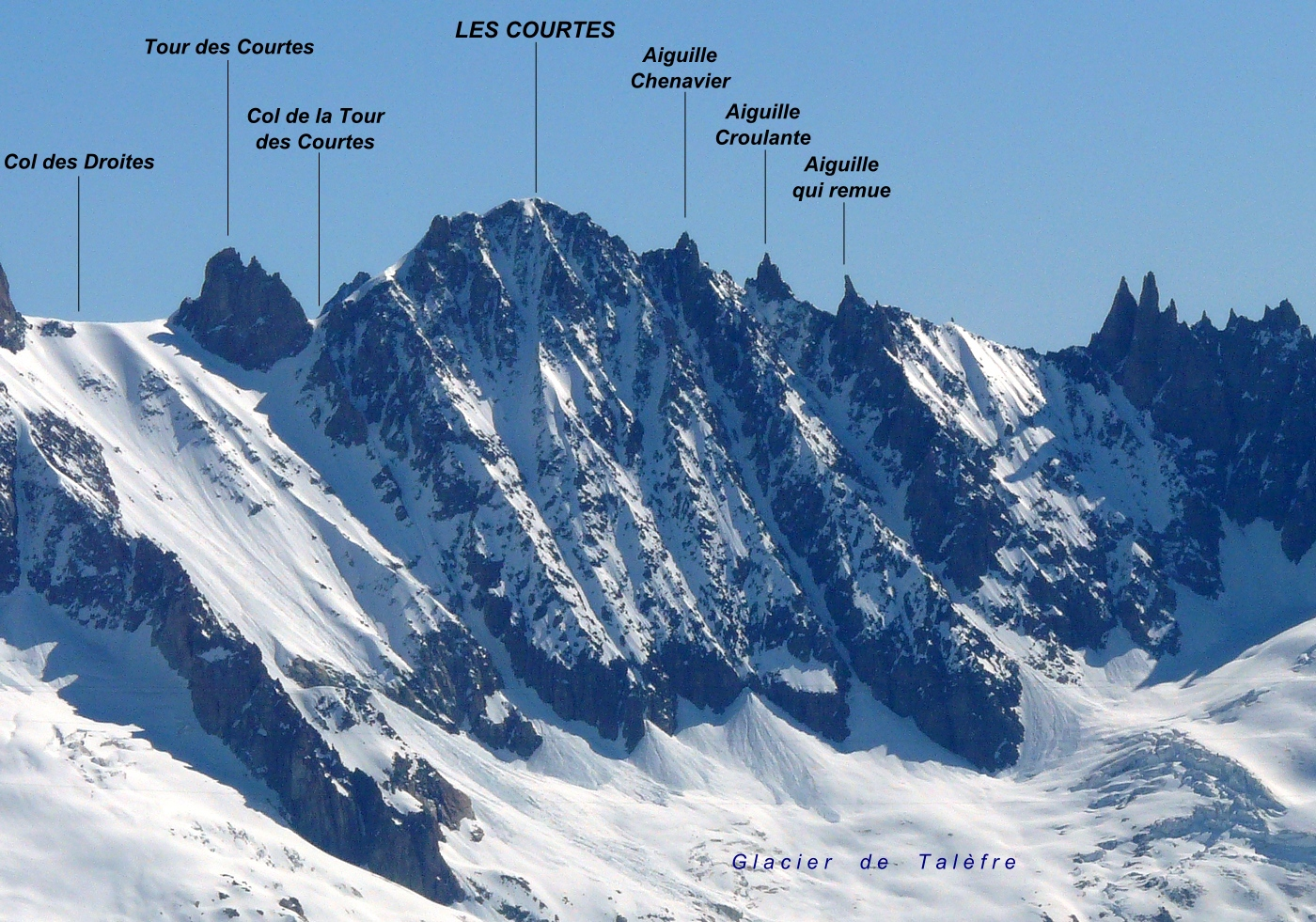
Les Courtes dal versante sud con indicazione delle vette.

La montagna si trova tra il bacino del Ghiacciaio di Talèfre e quello del Ghiacciaio d'Argentiere lungo la cresta che partendo dall'Aiguille de Triolet porta all'Aiguille Verte passando per Les Droites.
Particolarmente impegnativa dal punto di vista alpinistico è la parete nord verso il Ghiacciaio d'Argentiere.
Oltre alla vetta principale la montagna presenta diverse altre vette:
- Tour des Courtes - 3.816 m
- Épaule Ouest - 3.841 m
- Les Courtes - punto culminante - 3.856 m
- Aiguille Chenavier - 3.799 m
- Aiguille Croulante - 3.765 m
- Aiguille Qui Remue - 3.724 m

## Punti di appoggio
Per l'accesso alla montagna è possibile utilizzare il Refuge du Couvercle oppure il Rifugio d'Argentière.